# Пиле
Пи́ле (латыш. Pīle), ранее также Пи́льупе (латыш. Pīļupe) — канал в Инешской волости Латвии.
Вытекает из южной части озера Таунс и впадает в озеро Инесис в его северной части.
Пересекает государственную автодорогу V307 (Вецпиебалга—Скуйене) у посёлка Екули, ближе к озеру Инесис.